# 野林健
野林 健（のばやし たけし、1945年7月4日 - ）は、日本の政治学者。専門は国際政治経済学。一橋大学名誉教授。東洋学園大学人文学部教授。

## 人物
大阪府出身。同志社香里中学校・高等学校、同志社大学経済学部、ボウディン大学、国際基督教大学大学院を経て、1974年一橋大学大学院法学研究科博士課程単位修得退学。緒方貞子、細谷千博等の指導を受けた。
同志社大学アメリカ研究所助教授等を経て、1986年から2009年まで一橋大学国際関係論講座教授。指導学生には山田敦（一橋大学教授）、山本啓一（北陸大学教授）、西川りゅうじん（マーケター）等がいる。趣味はウエイトトレーニング、自転車、エアロビクス。

## 略歴
- 1945年 - 大阪府南河内郡高鷲村（現羽曳野市）生まれ

### 学歴
- 1964年 - 同志社香里高等学校卒業
- 1968年 - 同志社大学経済学部卒業
- 1971年 - 国際基督教大学大学院行政学研究科修士課程修了
- 1974年 - 一橋大学大学院法学研究科博士課程単位修得退学
- 1986年 - 一橋大学より法学博士の学位を取得

### 職歴
- 1974年 - 同志社大学アメリカ研究所助手
- 1975年 - 同専任講師
- 1976年 - オハイオ州立大学フルブライト研究員
- 1979年 - 同志社大学アメリカ研究所助教授
- 1980年 - 一橋大法学部専任講師
- 1981年 - 同助教授
- 1986年 - 同教授
- 1996年 - オックスフォード大学客員研究員
- 1998年 - 一橋大学大学院法学研究科教授
- 2003年 - カリフォルニア大学サンディエゴ校客員研究員
- 2009年3月 - 一橋大学定年退職
- 2009年4月 - 東洋学園大学人文学部教授、一橋大学名誉教授

## 著書

### 単著
- 『保護貿易の政治力学――アメリカ鉄鋼業の事例研究』（勁草書房, 1987年）
- 『管理貿易の政治経済学――米国の鉄鋼輸入レジーム 1959~1995』（有斐閣, 1996年）

### 共著
- （大芝亮・納家政嗣・長尾悟）『国際政治経済学・入門』（有斐閣, 1996年）
- （大芝亮・納家政嗣・山田敦・長尾悟）『国際政治経済学・入門［新版］』（有斐閣, 2003年／第3版, 2007年）

### 共編著
- （横山宏章）『国際政治の21世紀像――世界をゆるがすドラマ20幕』（有信堂高文社, 1996年）
- （長尾悟）『国際政治経済を学ぶ』（ミネルヴァ書房, 2011年）
- （納家政嗣）『聞き書緒方貞子回顧録』（岩波書店, 2015年）